# Premio Literario de la Agencia Central de Noticias
El  Premio Literario de la Agencia Central de Noticias (en inglés: Central News Agency Literary Award, CNA Literary Award, CNA Prize) era un premio literario anual sudafricano fundado por Phillip Stein, que reconocía el mérito literario de obras en idioma inglés y afrikáans. El último fue otorgado en 1996.

## Ganadores (lista incompleta)
- 1996: Sarah Ruden: Other Places (Inglés)
- 1995: Margaret McCord: The Calling of Katie Makanye (Inglés)
- 1994: Karel Schoeman: Hierdie Lewe (Afrikáans)
- 1993: Nelson Mandela: Long Walk to Freedom (Inglés)
- 1993: Chris Barnard: Moerland (Afrikáans)
- 1992: Damon Galgut: The Beautiful Screaming of Pigs (Inglés)
- 1989: Christopher Hope: White Boy Running (Inglés)
- 1984: J. M. Coetzee: Life & Times of Michael K  (Inglés)
- 1982: André Brink: A Chain of Voices (Inglés)
- 1981: Nadine Gordimer July's People(Inglés)
- 1980: J. M. Coetzee: Waiting for the Barbarians (Inglés)
- 1979: Nadine Gordimer Burger's Daughter (Inglés)
- 1979: D.J. Opperman Komas Uit 'N Bamboesstok (Afrikáans)
- 1978: André Brink: Rumours of Rain (Inglés)
- 1977: J. M. Coetzee: In the Heart of the Country (Inglés)
- 1976: Etienne Leroux Magersfontein, O Magersfontein! (Afrikáans)
- 1975: Guy Butler: Selected Poems (Inglés)
- 1974: Nadine Gordimer, El conservador
- 1971: Elsa Joubert, Bonga (Afrikáans)
- 1968: Chris Barnard: Duiwel-in-die-bos (Afrikáans)
- 1965: André Brink: Olé (Afrikáans)
- 1961: Siegfried Stander: The Desert Place (Inglés)
- 1961: Chris Barnard: Bekende onrus (Afrikáans)